# Дуб в урочищі Василева Пасіка
Пам'ятка природи «Дуб» (в урочищі Василева Пасіка) була оголошена Рішенням виконкому Миколаївської обласної ради депутатів трудящих від 20.12.1976 року № 668 «Про затвердження природних об'єктів пам'ятками природи місцевого значення», на землях Вознесенського району Миколаївської області (ур. Василева Пасіка).
Площа — 0,01 га.

## Характеристика
Дуб був розміщений в межах державного заповідного урочища «Василева Пасіка».

## Скасування
Рішенням Рішення Миколаївського облвиконкому від 23.10.1984 року № 448 «Про мережу території та об'єктів природно-заповідного фонду області» пам'ятка була скасована.
Скасування статусу відбулось по причині входження об'єкту до новоствореного національного природного парку «Бузький гард». Також в рішенні про скасування зазначено, що дуб ще живий, але вже великі гілки відпадають..